# الخرف (العدين)

تعديل مصدري - تعديل

الخرف محلة تابعة لقرية المثاير، التابعة لعزلة جبل بحري بمديرية العدين إحدى مديريات محافظة إب في الجمهورية اليمنية.، بلغ تعداد سكانها 92 حسب تعداد اليمن لعام 2004.